# John Buell
Pour les articles homonymes, voir Buell (homonymie).
Œuvres principales
Sombres vacances (The Shrewsdale Exit)
John Buell, né le 31 juillet 1927 à Montréal, au Québec, et mort le 29 décembre 2013 dans la même ville, est un écrivain canadien de roman policier.

## Biographie
Il suit les cours au Collège Loyola de Montréal, puis à l’Université de Montréal, dont il sort diplômé en 1961. Il devient professeur et enseigne dans différents établissements québécois, dont le Collège Loyola de Montréal qui devient l’Université Concordia lors de la fusion des deux institutions.
Comme écrivain, il est l’auteur de cinq romans policiers. Deux ont été traduits en France, le plus connu étant The Shrewsdale Exit, traduit par Jean-Patrick Manchette sous le titre Sombres vacances en 1973. Ce dernier l’adapte pour le cinéma pour le film L'Agression, réalisé par Gérard Pirès en 1975, avec Jean-Louis Trintignant et Catherine Deneuve dans les rôles principaux. Deux autres romans de l'auteur ont été également adaptés au cinéma.

## Œuvre
- The Pyx (1995)
- Four Days (1962) Publié en français sous le titre Quatre jours, traduction de Claude Elsen, Paris, Stock, 1963.
- The Shrewsdale Exit (1972) Publié en français sous le titre Sombres vacances, traduction de Jean-Patrick Manchette, Paris, Gallimard, Série noire no 1596, 1973, réédition sous le titre L'Agression : sombres vacances, Carré noir no 203, 1975.
- Playground (1976)
- A Lot To Make Up For (1990)

## Adaptations

### Au cinéma
- 1973 : La Lunule (The Pyx), film canadien d’Harvey Hart, d'après le roman éponyme, avec Karen Black et Christopher Plummer.
- 1975 : L'Agression, film franco-italien de Gérard Pirès, d'après le roman Sombres vacances (The Shrewsdale Exit), avec Jean-Louis Trintignant, Catherine Deneuve et Claude Brasseur.
- 1999 : Four Days, film canadien de Curtis Wehrfritz, d’après le roman éponyme.

## Sources
- Claude Mesplède et Jean-Jacques Schleret, SN Voyage au bout de la noire, Paris, Futuropolis, 1982, p. 53.
- Les Auteurs de la Série Noire, 1945-1995, collection Temps noir, Joseph K., 1996, (avec Claude Mesplède), p. 71.